# Kvenréttindafélag Íslands

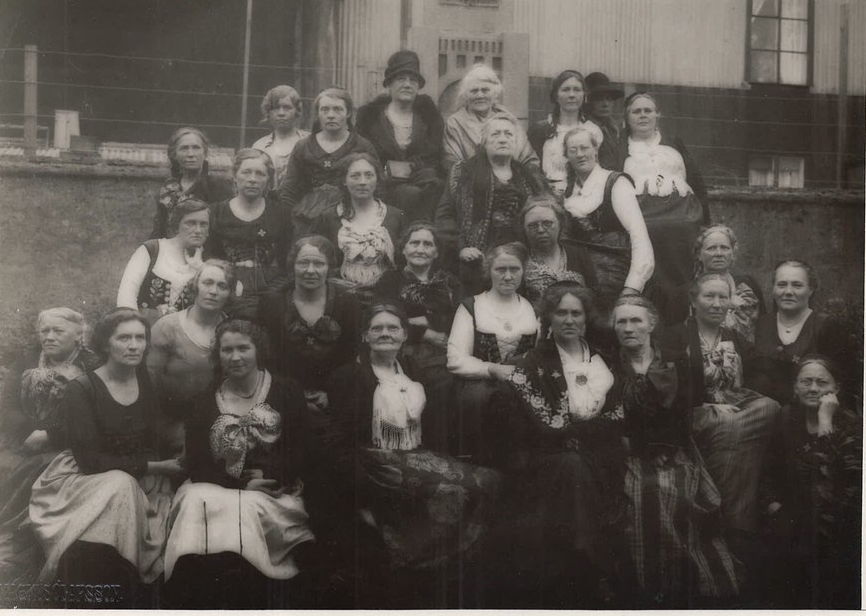
Kvenréttindafélag Íslands-cropped

Kvenréttindafélag Íslands är isländsk kvinnorättsförening. Den arbetar för kvinnors rättigheter och är Islands medlem i International Alliance of Women. Föreningen grundades 1907 av Bríet Bjarnhéðinsdóttir. Det arbetade framgångsrikt för införandet av Kvinnlig rösträtt. 